# Január 27.
Január 27. az év 27. napja a Gergely-naptár szerint. Az évből még 338 (szökőévekben 339) nap van hátra.
Névnapok: Angelika + Andelin, Andelina, Angyal, Angyalka, Botár, Janek, János, Krizosztom, Krizsán, Lotár, Ulászló, Vincencia

## Események

### Politikai események
- 1163 – Ellenkirályként Magyarország trónjára kerül IV. István.
- 1504 – II. Lajos saluzzói őrgróf halálával az özvegye, Foix-Candale-i Margit saluzzói őrgrófné régensként átveszi az uralmat az őrgrófság felett kiskorú fia, Mihály Antal saluzzói őrgróf nevében. (Margit uralkodik 1526-ig, a lemondásáig a fiával együtt, míg a fia, Mihály Antal 1526-tól egyedül a haláláig, 1528-ig)
- 1903 – Bolíviai brazil bevándorlók José Plácido de Castro vezetésével harmadszor is kikiáltják az Acrei Köztársaságot, ami még abban az évben egyesül Brazíliával.
- 1924 – Jugoszláv–olasz barátsági és együttműködési szerződés aláírása Rómában (Adria-paktum vagy Római-paktum).
- 1944 – A szovjet Vörös Hadsereg áttöri Leningrád több mint 2 éve tartó német blokádját.
- 1945 – A szovjet Vörös Hadsereg felszabadítja az Auschwitz és Birkenau területén található auschwitzi koncentrációs tábort.
- 1958 – Stockholmban a Centralen-t T-Centralen-nek nevezik át.
- 1967 – Több mint 60 ország képviselője aláírja az atomcsendegyezményt
- 1973 – Párizsban az Amerikai Egyesült Államok és Vietnám képviselői aláírják a békeszerződést, ezzel véget ér a vietnámi háború.
- 2008 – Tartományi parlamenti választások Hessenben és Alsó-Szászországban.

### Tudományos és gazdasági események
- 1967 – Az Apollo–1 űrhajóban, még a Földön tűz következtében életét veszti 3 amerikai űrhajós.
- 2010 – Az Apple bemutatja az iPad nevű táblagépét.

### Kulturális események

#### Zenei események
- 1813 – A velencei Teatro Moiseben bemutatják Rossini egyfelvonásos operáját a Bruschino urat.
- 1844  – Bemutatták Erkel Ferenc Hunyadi László című operáját a pesti Nemzeti Színházban.
- 1909 – Bartók Béla befejezi I. vonósnégyesét.

### Sportesemények
- 1974 – Formula–1 brazil nagydíj, Interlagos - Győztes: Emerson Fittipaldi (McLaren Ford)
- 1980 – Formula–1s brazil nagydíj, Interlagos - Győztes: René Arnoux (Renault Turbo)

### Egyéb események
- 2008 – Kisiklik egy személyszállító vonat a törökországi Kütahya város közelében; nyolcan meghalnak, huszonegyen megsérülnek.

## Születések
- 1242 – Árpád-házi Szent Margit († 1270)
- 1738 – Blaž Kumerdej, szlovén filológus, tanár, nyelvújító, a szlovén iskolarendszer atyja († 1805)
- 1756 – Wolfgang Amadeus Mozart osztrák zeneszerző, karmester († 1791)
- 1823 – Édouard Lalo spanyol származású francia zeneszerző († 1892)
- 1832 – Lewis Carroll angol író, matematikus, fényképész († 1898)
- 1839 – Pavlo Platonovics Csubinszkij ukrán költő († 1884)
- 1855 – Fest Aladár gimnáziumi tanár, igazgató, pedagógiai szakíró, tankerületi főigazgató, királyi tanácsos († 1943)
- 1872 – Aschner Lipót magyar üzletember († 1952)
- 1877 – Matija Slavič szlovén teológus, fordító, egyetemi rektor († 1958)
- 1885 – Jerome Kern amerikai zeneszerző († 1945)
- 1889 – Mihályi József magyar precíziós műszerész († 1978)
- 1890 – Kornis Elemér magyar földbirtokos, országgyűlési képviselő († 1953)
- 1896 – Agustín Muñoz Grandes spanyol tábornok, falangista politikus, a Kék Hadosztály parancsnoka († 1970)
- 1897 – Gacs János magyar római katolikus pap, pápai kamarás, cserkész főtiszt, országgyűlési képviselő († 1956)
- 1903 – John Carew Eccles Nobel-díjas ausztrál neurofiziológus († 1997)
- 1904 – Gaál József agrármérnök, Kecskemét város főintézője († 1993)
- 1907 – Volly István magyar zeneszerző, népdalgyűjtő, folklorista († 1992)
- 1909 – Vera Dulova orosz hárfaművész († 2000)
- 1910 – Edvard Kardelj, szlovén származású jugoszláv kommunista politikus, a munkásönigazgatás teoretikusa, Tito legközelebbi munkatársa († 1979)
- 1924 – Sabu indiai születésű amerikai színész († 1963)
- 1929 – Garai Gábor Kossuth-díjas magyar író, költő, műfordító († 1987)
- 1929 – Gurics György olimpiai bronzérmes, világbajnok birkózó, edző  († 2013)
- 1934 – George Follmer amerikai autóversenyző
- 1935 – Chochol Károly magyar fotográfus, fotóriporter († 2023)
- 1936 – Samuel C. C. Ting kínai-amerikai Nobel-díjas fizikus
- 1940 – Charles Duchaussois francia író, költő († 1991)
- 1943 – Várady Szabolcs Kossuth- és József Attila-díjas magyar költő, műfordító, szerkesztő
- 1944 – Mairead Corrigan ír Nobel-békedíjas békemozgalmista
- 1947 – Bardóczi Gyula magyar zenész, a The Boys, a Gemini, a Kati és a Kerek Perec, a Neoton Família és az Old Boys dobosa
- 1948 – Mikhail Baryshnikov orosz származású amerikai balett-táncos
- 1949 – Zala Márk magyar színész († 1985)
- 1955 – Vörös István magyar zenész, a Prognózis együttes énekese
- 1956 – Pap Vera Kossuth-díjas magyar színésznő († 2015)
- 1960 – Samia Suluhu Hassan, tanzániai elnök
- 1964 – Bridget Fonda amerikai színésznő
- 1976 – Renaud Capuçon francia hegedűművész
- 1979 – Hajduk Károly Jászai Mari-díjas magyar színész
- 1980 – Marat Szafin orosz teniszező
- 1987 – Egger Géza magyar színész
- 1987 – Rácz István magyar labdarúgó
- 1990 – Maria-Elena Papasotiriou görög műkorcsolyázónő
- 1991 – Hetényi Péter magyar jégkorongozó
- 1994 – Alex Riberas spanyol autóversenyző
- 2001 – Thomas Ceccon olasz úszó, ifjúsági olimpikon

## Halálozások
- 96 – Nerva római császár (* 32 körül)
- 457 – Marcianus bizánci császár (* 390 körül)
- 1504 – II. Lajos saluzzói őrgróf (* 1438)
- 1547 – Jagelló Anna magyar királyné, Habsburg (I.) Ferdinánd felesége, valamint II. Ulászló magyar király és Candale-i Anna lánya (* 1503)
- 1860 – Bolyai János magyar matematikus (* 1802)
- 1868 – Kiss Bálint magyar festőművész (* 1802)
- 1873 – Adam Sedgwick angol geológus (* 1785)
- 1901 – Giuseppe Verdi olasz zeneszerző (* 1813)
- 1919 – Ady Endre magyar költő (* 1877)
- 1940 – Isaac Babel ukrán származású szovjet író, drámaíró, újságíró (* 1894)
- 1945 – Szerb Antal magyar író, irodalomtörténész (* 1901)
- 1945 – Kemény Simon költő, író, újságíró, lapszerkesztő (* 1882)
- 1945 – Konek Frigyes kémikus, vegyészmérnök, az MTA tagja (* 1867)
- 1951 – Carl Gustaf Emil von Mannerheim finn marsall, politikus (* 1867)
- 1982 – Gerecs Árpád vegyészmérnök, kémikus, az MTA tagja (* 1903)
- 1983 – Louis de Funès francia színész, komikus (* 1914)
- 1984 – Országh László magyar nyelvész, irodalomtörténész, szótárszerkesztő (* 1907)
- 1986 – Lilli Palmer német színésznő (* 1914)
- 1990 – Borsos Miklós szobrászművész, képzőművész, grafikus (* 1906)
- 2001 – Juhász Bertalan magyar építőmérnök (* 1931)
- 2002 – John James brit autóversenyző (* 1914)
- 2010 – J. D. Salinger amerikai regényíró (* 1919)
- 2014 – Peter „Pete” Seeger amerikai folkénekes, politikai aktivista, író (* 1919)
- 2018 – Ingvar Kamprad svéd vállalkozó, az IKEA alapító-tulajdonosa (* 1926)
- 2022 – Rónaszegi Miklós Herczeg Ferenc-díjas magyar író, szerkesztő (* 1930)

## Ünnepek, emléknapok, világnapok
- Merici Szent Angéla ünnepe a katolikus egyházban
- Szerbia: Szent Száva ünnepe (Savindan)

- A holokauszt nemzetközi emléknapja: 2005-ben az ENSZ közgyűlése egyhangú határozattal az auschwitzi haláltábor 1945-ös felszabadításának napját a holokauszt mintegy hatmillió áldozatának nemzetközi emléknapjává nyilvánította.